# 34-й армійський корпус (Російська імперія)
34-й армійський корпус (рос. 34-й армейский корпус) — загальновійськове з'єднання Російської імператорської армії під час Першої світової війни. У серпні 1917 року корпус був українізований і отримав назву «1-й Український корпус».

## Історія
Створений 19 квітня 1915 року на Південно-Західному фронті Першої світової війни.

### Реорганізація
22 січня 1917 року корпус очолив генерал-лейтенант Павло Скоропадський.
Після загальної невдачі червневого наступу Російської армії та Тернопільського прориву австро-німецьких військ, командувач 8-ї армії генерал Лавр Корнілов, який зумів у складній ситуації втримати фронт, 7 липня був призначений головнокомандувачем арміями Південно-Західного фронту і ввечері того ж дня направив Тимчасовому урядові телеграму з описом становища на фронті («Армія збожеволілих темних людей… біжить…») і своїми пропозиціями щодо виправлення становища (введення смертної кари та польових судів на фронті). Вже 19 липня він обійняв найвищу посаду — був призначений Верховним головнокомандувачем. Перш ніж прийняти цю посаду, він визначив умови, на яких він погодиться зробити це, — однією з таких умов була реалізація програми реорганізації армії. Для відновлення дисципліни на вимогу генерала Корнілова Тимчасовий уряд повернув смертну кару в армії. Рішучими та суворими методами, із застосуванням у виняткових випадках розстрілів дезертирів, генерал Корнілов повернув армії боєздатність і відновив фронт.
Одним із заходів, які, на думку Лавра Корнілова, могли радикально підвищити боєздатність військ, було створення великих національних військових формувань — в першу чергу, українських: на його думку, саме українці, безпосередньо захищали свою рідну землю, проявляли найбільшу стійкість і дисципліну в бою. У серпні 1917 року за пропозицією Корнілова Скоропадський приступив до «українізації» свого корпусу (104-ї та 153-ї піхотних дивізій). Для переформування корпус був переведений в район Меджибожа. Російських солдатів і офіцерів переводили в 41-й армійський корпус, а на їх місце брали з інших частин фронту солдатів і офіцерів — українців.
Після завершення, 34-й армійський корпус був перейменований на 1-й Український корпус, яким продовжив командувати сам Скоропадський.

## Структура
- 104-та піхотна дивізія
- 153-тя піхотна дивізія

## Склад
Входив до складу:
- 04.05.1915—01.09.1915 — 10-та армія
- 18.09.1915—17.11.1915 — 2-га армія
- 07.12.1915—01.02.1916 — 1-ша армія
- 01.07.1916—01.08.1916 — 4-та армія
- 27.08.1916—01.05.1917 — Особлива армія
- 18.06.1917—12(?).1917 — 7-ма армія (з 02 липня 1917 року — 1-й Український корпус).

## Командири
- 19.04.1915—14.02.1916 — генерал від інфантерії Вебель Фердинанд Маврикієвич[ru]
- 23.02.1916—22.01.1917 — генерал-лейтенант (з 10.04.1916 генерал від інфантерії) Шатілов Володимир Павлович[ru]
- 22.01.1917—02.07.1917 — генерал-лейтенант Скоропадський Павло Петрович